# Mama-cadela
A mama-cadela (Brosimum gaudichaudii), também conhecida por mamica-de-cadela, algodão-do-campo, amoreira-do-campo, mururerana, apé, conduru, inharé (Tocantins e Ceará), é um arbusto lactescente e de pequeno porte muito comum na zona dos cerrados do Centro-Oeste brasileiro. Tem ramos cilíndricos, escuros e estriados e folhas duras, elípticas ou oblongas, sem pêlos na página superior e pubescente na inferior. Tem as flores reunidas em um receptáculo globosos, na axila das folhas, e frutos amarelo-alaranjados, semelhante às mamas de uma cadela, com cerca de dois centímetros de diâmetro.

## Propriedades medicinais
O princípio ativo encontrado na planta é uma furocumarina, o "bergapteno", presente nas raízes, cascas e frutos verdes. É utilizado principalmente no tratamento de vitiligo e outras doenças que causam despigmentação.

## Usos / Indicações
Bronquites, discromia, gripes, má-circulação do sangue, pele despegmentadas pelo vitiligo ou por outras manchas, úlcera gástrica, resfriados. E contra varios outros tipos de doenças 